# De gebroken kolom
De gebroken kolom (Spaans: La columna rota; Engels: The Broken Column) is een olieverfschilderij van de Mexicaanse surrealistische kunstschilderes Frida Kahlo. Ze schilderde het in 1944, kort nadat ze een wervelkolomoperatie had ondergaan om aanhoudende problemen te verhelpen die het gevolg waren van een ernstig verkeersongeval toen ze 18 jaar oud was. Het werk bevindt zich in Museo Dolores Olmedo in Mexico-Stad.
Zoals bij veel van haar zelfportretten staan pijn en lijden centraal. In tegenstelling tot veel van haar werken, waar apen, honden en papegaaien of andere mensen in zijn verwerkt, is Kahlo in dit schilderij alleen. Haar eenzame aanwezigheid op een gebarsten en dor landschap symboliseert zowel haar isolement als de externe krachten die haar leven hebben beïnvloed. Zoals het landschap bij een aardbeving verscheurt, zo brak Kahlo's lichaam bij het ongeluk.
Op het schilderij is Kahlo's naakte torso gespleten, waardoor de met ravijnen doorboorde aarde achter haar wordt nagebootst en een afbrokkelende, Ionische kolom zichtbaar wordt in plaats van haar ruggengraat. Haar gezicht kijkt onverschrokken vooruit, hoewel de tranen over haar wangen rollen. Ondanks de gebrokenheid van haar innerlijke lichaam, is haar uiterlijke sensualiteit ongeschonden.
Het metalen korset stelt een poliosteun voor en is daarmee mogelijk een verwijzing naar Kahlo's ervaring met poliomyelitis als jong kind. In 1944 hadden haar artsen Kahlo aangeraden een stalen korset te dragen in plaats van de gipsen afgietsels die ze eerder had gedragen. In De gebroken kolom houdt dit korset Kahlo's beschadigde lichaam bij elkaar.